# Брилон
Брилон (нем. Brilon) — город в Германии, в земле Северный Рейн-Вестфалия.
Подчинён административному округу Арнсберг. Входит в состав района Хохзауэрланд. Население составляет 26 335 человек (на 31 декабря 2010 года). Занимает площадь 228,99 км². Официальный код — 05 9 58 012.
Город подразделяется на 17 городских районов.
Достопримечательностью города является церковь св. Петра и Андрея, построенная в 1220 году.
| Год  | Население |
| ---- | --------- |
| 1995 | 26 876    |
| 2000 | 27 296    |
| 2005 | 27 073    |
| 2010 | 26 499    |

## Личности

### Родившиеся в Брилоне
- Зикфрид фон Брилон (1334—1353) — немецкий рыцарь.
- Корнеус, Мельхиор (1598—1665) — немецкий иезуит, догматик и полемист.
- Фридрих Мерц — немецкий политический деятель, лидер Христианско-демократического союза с 31 января 2022 года, канцлер Германии с 6 мая 2025 года[4].
- Бурхард Шиверек — ботаник.

## Фотографии

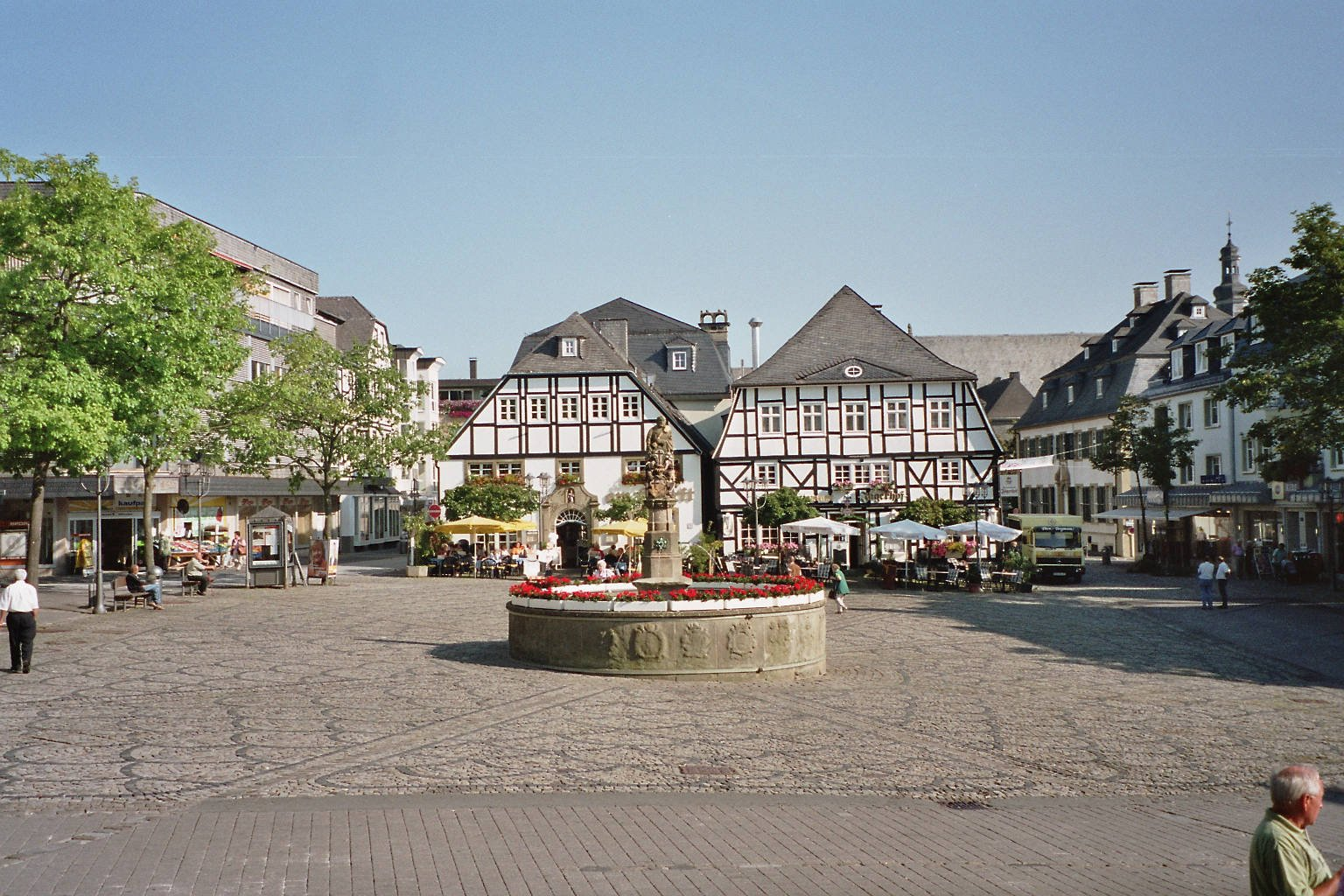
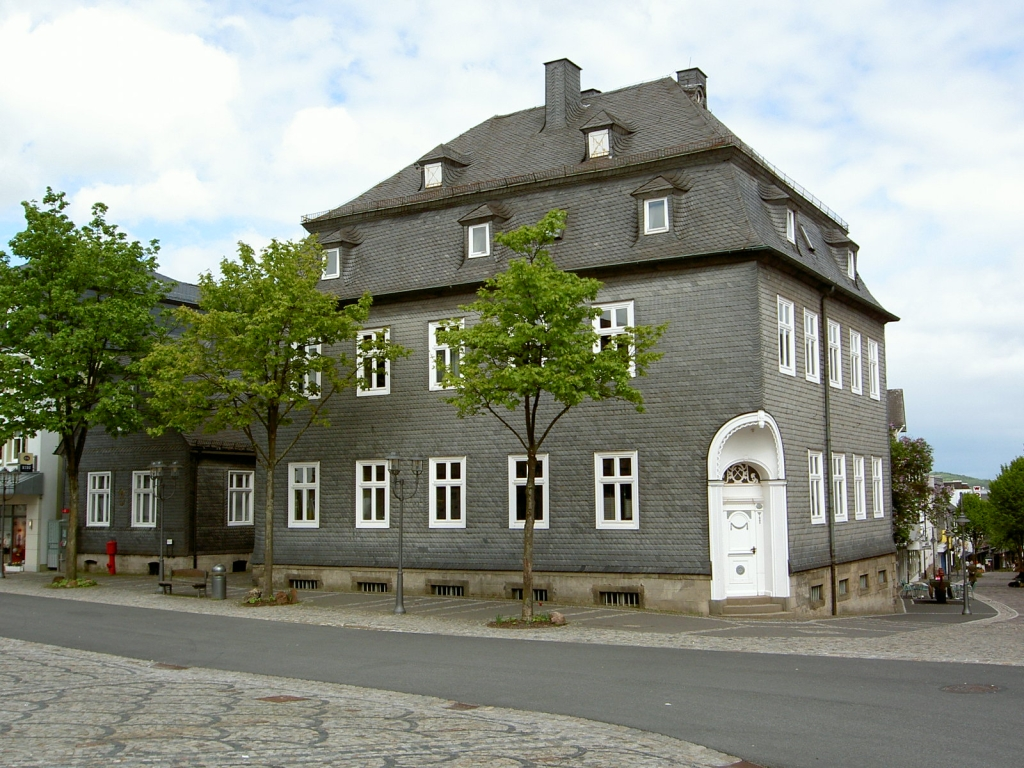
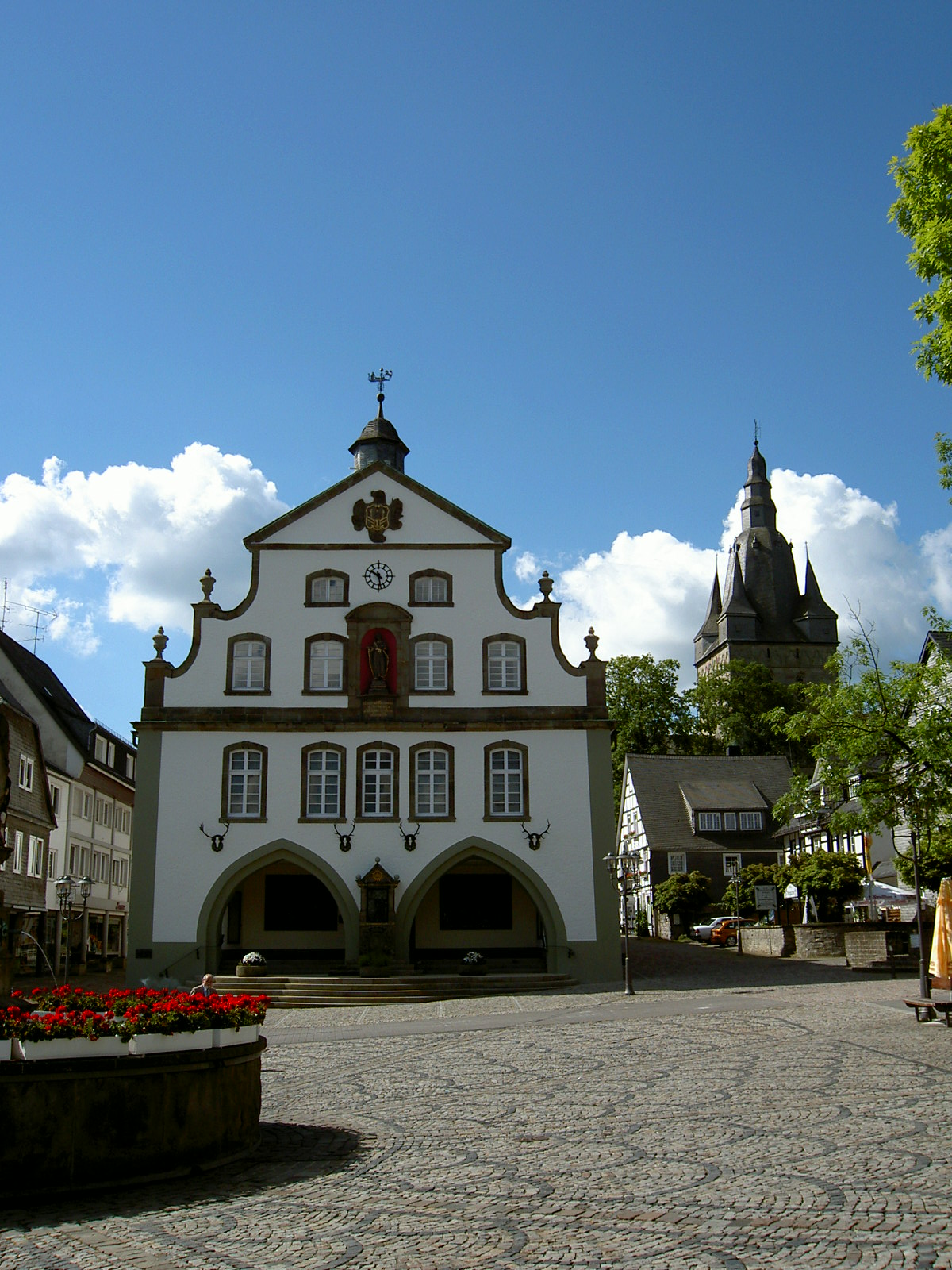